# Funktionsqualifizierung
Die Funktionsqualifizierung (OQ) (englisch operational qualification) wird zur Überprüfung der korrekten Funktionsweise der einzelnen Bestandteile einer Anlage/Gerät durchgeführt. Die OQ ist Teil der Qualifizierung. Die Testverfahren und die Akzeptanzkriterien müssen im Voraus definiert und genehmigt werden. Dieses wird in Form von einem Qualifizierungsplan OQ geregelt.

## Allgemeine Tätigkeiten
Die Funktionsqualifizierung wird, wo immer möglich, zeitnah nach der Installationsqualifizierung durchgeführt.
Die Tätigkeiten während der Funktionsqualifizierung sind z. B.:
Überprüfung der (pharmazeutisch) relevanten Betriebsfunktionen und Messstellen, diese sind neben anderen in der Spezifikation (Lasten-/ Pflichtenheft) festgelegt.

## Ziel
Durch die OQ wird somit sichergestellt, dass die im Rahmen der Installationsqualifizierung (IQ) aufgebaute Anlage den Anforderungen des Nutzers entsprechend und damit spezifikationsgemäß (Lasten- bzw. Pflichtenheft) arbeitet und eine hinreichende Dokumentation  als Nachweis dafür existiert. Diese wird in Form eines Qualifizierungsberichtes OQ sichergestellt.